# Shengao (köpinghuvudort i Kina, Jiangsu Sheng, lat 32,59, long 120,13)
Shengao är en köpinghuvudort i Kina. Den ligger i provinsen Jiangsu, i den östra delen av landet, omkring 140 kilometer nordost om provinshuvudstaden Nanjing. Antalet invånare är 34 141. Befolkningen består av 17 176 kvinnor och 16 965 män. Barn under 15 år utgör 8,0 %, vuxna 15-64 år 73 %, och äldre över 65 år 18,0 %.
Runt Shengao är det tätbefolkat, med 659 invånare per kvadratkilometer. Närmaste större samhälle är Dainan, 14,5 km norr om Shengao. Trakten runt Shengao består till största delen av jordbruksmark.
Genomsnittlig årsnederbörd är 1 148 millimeter. Den regnigaste månaden är juli, med i genomsnitt 241 mm nederbörd, och den torraste är januari, med 30 mm nederbörd.